# Lincoln (Argentina)
Lincoln è una città dell'Argentina, situata nella provincia di Buenos Aires.